# Панов Микола Вікторович
Панов Микола Вікторович (* 1872 — † 1935) — український актор.

## З життєпису
Зіграв більше п'ятдесяти ролей в кіно, в тому числі у фільмах: «Отаман Хміль» (1923, Загарін), «Той не злодій, хто не спійманий» (1923, Тапіока), «Поміщик» (1923), «Слюсар і канцлер» (1923, фон Тарау), «Хазяїн Чорних скель» (1923, Персифле), «Остап Бандура» (1924, генерал Корнягін), «Лісовий звір» (1924, Бровко, націоналіст), «Укразія» (1925, Енгер та «1 + 2»), «Ордер на арешт» (1926, начальник контррозвідки), «Тіні Бельведера» (1926, Чекорський), «Тарас Шевченко» (1926, батько Тараса), «Троє» (1927, Барон, бандит), «Каламуть» (1927, фон Ягдт), «Провокатор» (1927, Вахнін), «Джіммі Хіггінс» (1928, Ганнет), «Лавина» (1928, Афанасій Нестеренко).